# Digital Light Studio
Digital Light Studio är en belarusisk animationsstudio främst uppmärksammad för den dialoglösa serien Sunny Bunnies som vänder sig till barn i förskoleåldern. Avsnitten publicerades först på Youtube, men Disney Channel har köpt rättigheterna att sända de första två säsongerna av serien (ett femtiotal avsnitt) i merparten av EU, USA, Sydostasien och Oceanien och Discovery Kids har köpt motsvarande rättigheter för Indien.